# Geriadur brezhoneg An Here
Geriadur brezhoneg An Here (Diccionari del bretó An Here) és l'únic diccionari monolingüe en bretó actualment disponible, publicat el 2001 per l'editorial An Here. Amb 1.436 pàgines i 21.300 entrades, és el més important editat en bretó. Ha estat elaborat per un equip dirigit per Martial Ménard i Iwan Kadored, i hi han col·laborat un total de 47 persones. A la pàgina dedicada al consell científic de l'obra, dirigit per Per Denez, hi figuren 15 persones.
Les seccions del diccionari les han escrit diversos col·laboradors o persones contractades per l'editor. Els articles contenen molts exemples extrets d'obres en bretó o de revistes literàries dels segles XIX i XX.

## Antecedents
Roparz Hemon començà ell sol, des de l'exili a Irlanda, la redacció d'un diccionari monolingüe, algunes de les pàgines del qual es van publicar a Ar Bed Keltiek, però no l'arribà a acabar. Sí que va acabar un Geriadur Istorel ar Brezhoneg, editat per Preder. El primer geriadur hollvrezhonek (diccionari únicament en bretó) d'An Here contenia 10.350 entrades i fou objecte d'una gran controvèrsia (vegeu afer del diccionari bretó).